# Jarovce
Jarovce (deutsch Kroatisch-Jahrndorf, vorher Kroatisch-Jarendorf/Kroatisch-Jándorf u. ä., ungarisch Horvátjárfalu, kroatisch Hrvatski Ja(h)ndrof) ist ein Ort im Westen der Slowakei mit 2923 Einwohnern (Stand 31. Dezember 2022) und seit dem 1. Januar 1972 ein Stadtteil von Bratislava.

## Geografie

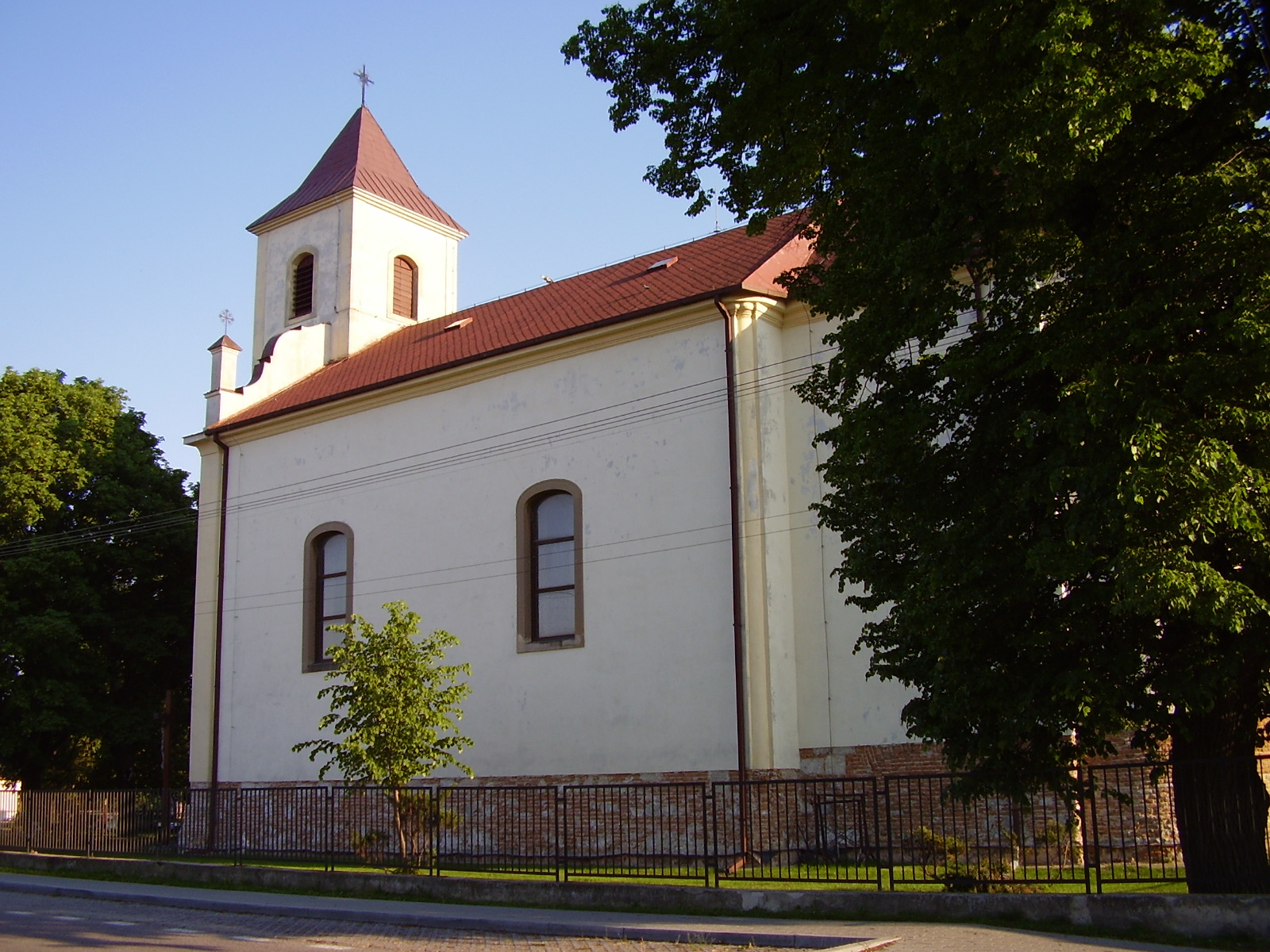
Kirche in Jarovce

Der Stadtteil befindet sich südlich des Stadtkerns von Bratislava rechtsseitig der Donau im slowakischen Donautiefland an der Grenze zu Österreich und hat eine Fläche von 21,3 km². Neben dem Hauptstrom der Donau umfasst das Stadtteilgebiet auch deren Arme Jarovecké rameno und Veľký Zemník. Jarovce liegt auf einer Höhe von 135 m n.m. und ist 11 Kilometer vom Stadtzentrum Bratislavas entfernt (Straße).
Nachbarstadtteile sind Petržalka im Norden, Podunajské Biskupice im Osten, Rusovce im Südosten und Süden, des Weiteren grenzt Jarovce an die österreichischen Gemeinden Deutsch Jahrndorf (über einen Berührungspunkt) im Süden, Pama im Südwesten und Kittsee im Westen.

## Geschichte

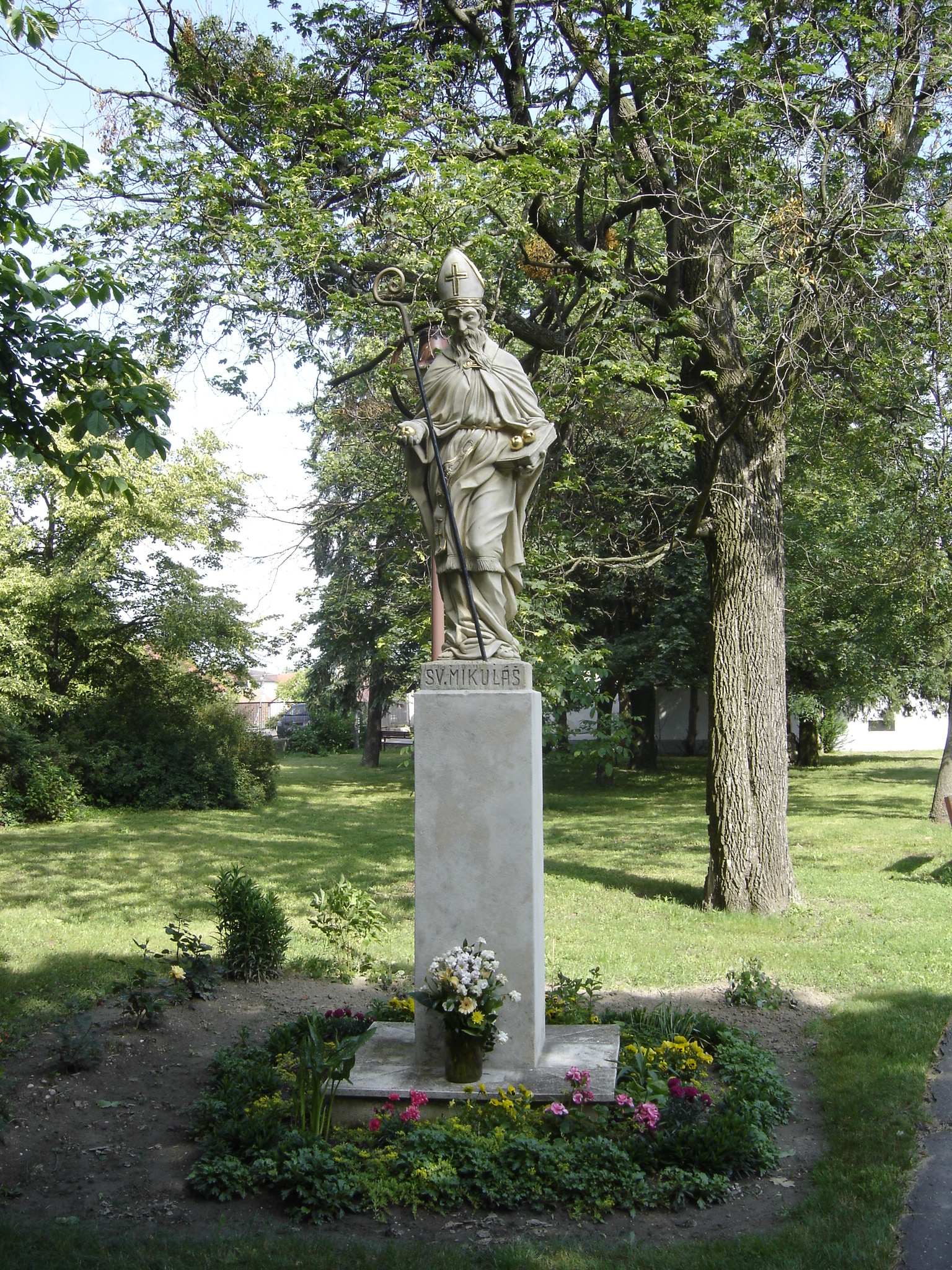
Nikolausstatue

Der Ort wurde 1208 zum ersten Mal schriftlich erwähnt, damals befand sich auf dem Gebiet des heutigen Ortes eine Ortschaft namens Ban, 1424 wird erstmals der Name Jerendorf genannt. Dieser Ort verfiel wohl aber im 15. Jahrhundert, als in der westlichen Donautiefebene eine Pestepidemie wütete und noch dazu auf dem Ortsgebiet Kämpfe im Verlaufe eines Krieges zwischen dem ungarischen König Matthias Corvinus und dem deutschen Kaiser Friedrich III. ausgetragen wurden. In der ersten Hälfte des 16. Jahrhunderts wanderten dann Kroaten ein und es entstand eine Siedlung, die Kroatisches Dorf/Horváth falu genannt wurde. Im 18. Jahrhundert kamen wieder Deutsche und Ungarn. Anfang des 20. Jahrhunderts lebten hier zu 80 % Kroaten, zu 17 % Deutsche, der Rest waren Ungarn. Bis 1947 gehörte die Ortschaft zu Ungarn (die meiste Zeit im Komitat Wieselburg/Moson).
Mit dem 15. Oktober 1947 wurde der Ort dann zusammen mit den Nachbarorten Čunovo und Rusovce durch die Pariser Friedenskonferenz der Tschechoslowakei zugesprochen, nach dem Wunsch der Tschechoslowakischen Delegation den Pressburger Brückenkopf aus strategischen Gründen zu vergrößern. Er kam in eine gemeinsame Verwaltung mit dem Nachbarort Rusovce und erst ab dem 9. August 1950 wurde der Ort als Teil des damals bestehenden Okres Bratislava-vidiek eigenständig. Erst nach 1947 kamen Slowaken in den Ort und die restliche Bevölkerung wurde besonders in den 1980er und 1990er Jahren größtenteils assimiliert. Aus dem Nachbarort Rusovce wurden um 1950 auch einige Deutsche in andere Teile der Slowakei sowie nach Österreich und Deutschland vertrieben. Die wenigen Tschechen kamen nach Jarovce seinerzeit im Zusammenhang mit dem Grenzschutz der Tschechoslowakei.

## Bevölkerung
Nach der Volkszählung 2011 wohnten im Stadtteil Jarovce 1438 Einwohner, davon 1044 Slowaken, 220 Kroaten, 122 Magyaren, neun Tschechen, acht Deutsche, drei Roma sowie jeweils ein Bulgare, Mährer, Russe, Russine, Serbe und Ukrainer. Sechs Einwohner gaben eine andere Ethnie an und 20 Einwohner machten keine Angabe zur Ethnie.
1038 Einwohner bekannten sich zur römisch-katholischen Kirche, 41 Einwohner zur Evangelischen Kirche A. B., 10 Einwohner zur griechisch-katholischen Kirche, acht Einwohner zur reformierten Kirche, jeweils zwei Einwohner zu den Zeugen Jehovas und zur orthodoxen Kirche sowie jeweils ein Einwohner zur Bahai-Religion, zu den Baptisten, zur altkatholischen Kirche und zur evangelisch-methodistischen Kirche. 13 Einwohner bekannten sich zu einer anderen Konfession, 244 Einwohner waren konfessionslos und bei 276 Einwohnern wurde die Konfession nicht ermittelt.
2001 bestand die Bevölkerung vor allem aus Slowaken und 20,4 % Kroaten. Kleinere Bevölkerungsminderheiten sind Ungarn und Deutsche sowie einige Tschechen. Es war die einzige Gemeinde der Slowakei, in der mehr als 20 % der Bewohner Kroaten waren. 

## Sehenswürdigkeiten
Die wichtigste Sehenswürdigkeit im Ort ist die städtische Knochenkammer, der so genannte Karner und die Kirche des Heiligen Nikolaus (römisch-katholisch) aus dem Jahr 1765.

## Verkehr

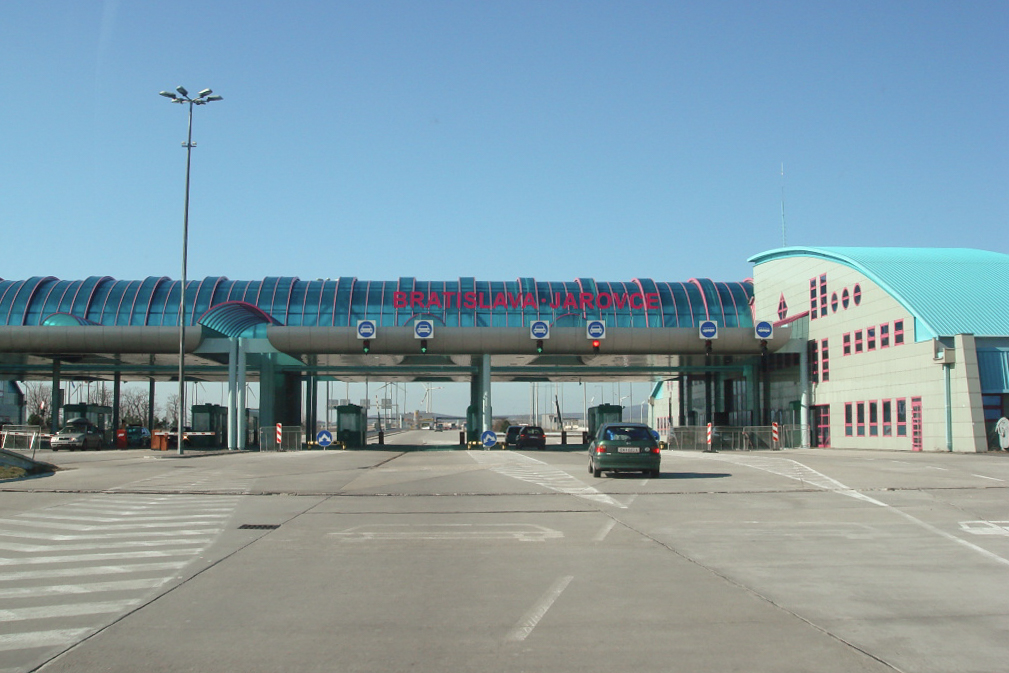
Autobahngrenzübergang Bratislava-Jarovce – Kittsee

In Jarovce befinden sich hier zwei Grenzübergänge zwischen Österreich (Kittsee) und der Slowakei (Bratislava-Jarovce). Der kleine Grenzübergang (Cesta III. triedy 1020/Landesstraße 208) verbindet die Ortsgebiete miteinander, der große Grenzübergang (Diaľnica D4/Nordost Autobahn A6) im Zuge der E 58 stellt eine Verbindung slowakischer und österreichischer Autobahnnetze her. Im weiteren Verlauf trifft die D4 als Bratislavas Ringautobahn die von Bratislava Richtung Budapest verlaufende Diaľnica D2 (E 65, E 75) am Autobahnknoten Bratislava-Jarovce und hat eine Anschlussstelle mit der Cesta I. triedy 2 („Straße 1. Ordnung“) östlich der Eisenbahn, bevor sie ostwärts die Donau auf einem fast 3 km langen Brückenbauwerk (Lužný most) überquert.
Durch den Stadtteil verläuft die Bahnstrecke Bratislava–Hegyeshalom, mit nächsten Anschlüssen an den Bahnhöfen Rusovce und etwas weiter Bratislava-Petržalka, mit regelmäßigen Vorortsverbindungen. Die städtische ÖPNV-Gesellschaft Dopravný podnik Bratislava (DPB) betreibt drei Buslinien durch den Stadtteil (Stand 2021).

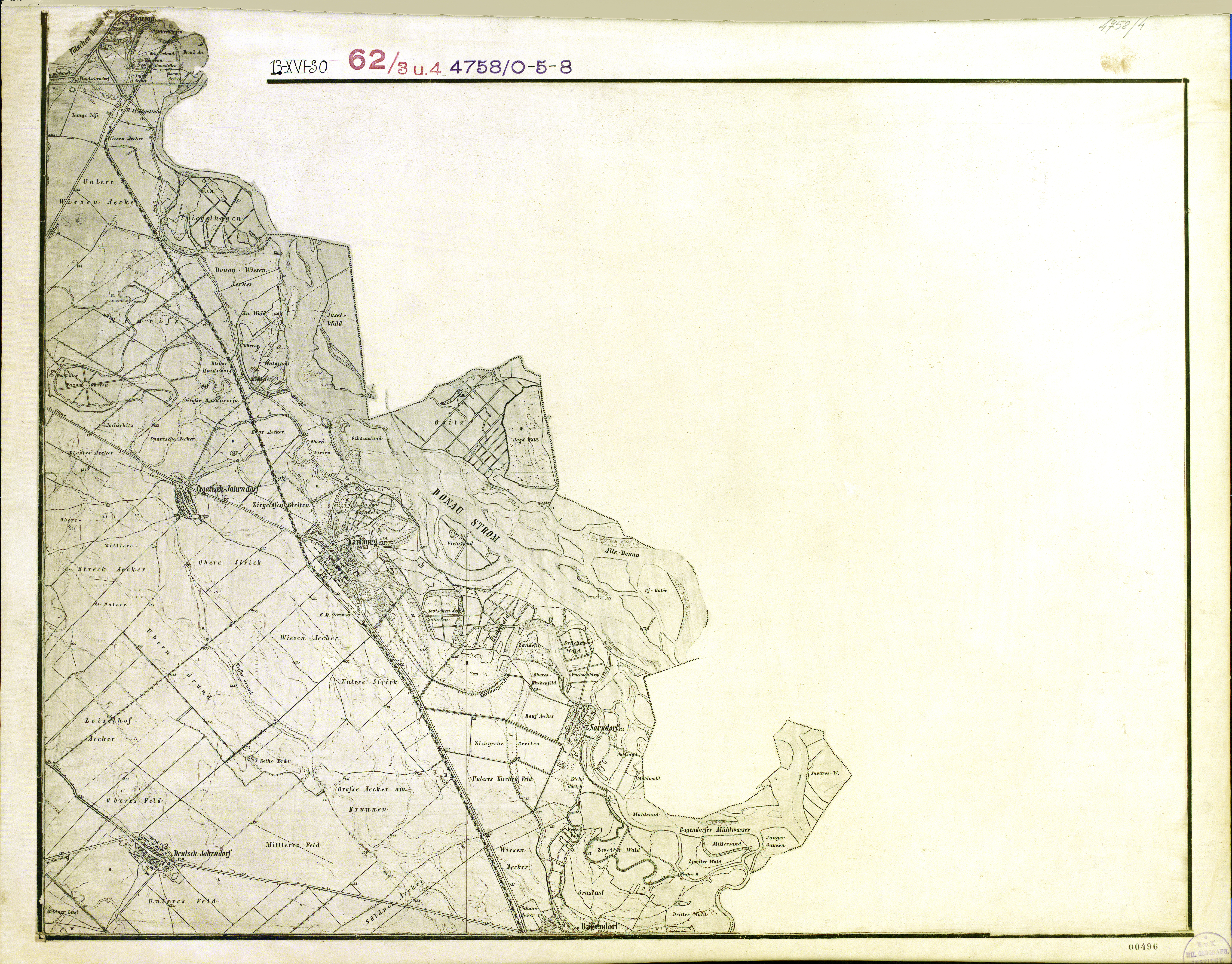
Croatisch Jahrndorf/Jarovce und Umgebung (Mitte links) um 1873 (Aufnahmeblatt der Landesaufnahme)